# Маслине (Подгорица)
Маслине су приградско насеље Подгорице. Налазе се у подножју брда Какаричка гора. Кроз Маслине пролази ријека Рибница и поток Савиница. Кроз Маслине пролази саобраћајница и главни пут који води из града за Дољане и за приградско насеље Златица одакле даље иде пут за сјевер Црне Горе и Србију.